# Yes, Giorgio
Yes, Giorgio is een Amerikaanse filmkomedie uit 1982 onder regie van Franklin J. Schaffner.

## Verhaal
De beroemde operavedette Giorgio Fini verliest zijn stem op tournee in de Verenigde Staten. Hij gaat in behandeling bij Pamela Taylor, een gerenommeerde kno-arts. Giorgio wordt al spoedig verliefd op haar.

## Rolverdeling
| Acteur            | Personage          |
| ----------------- | ------------------ |
| Luciano Pavarotti | Giorgio Fini       |
| Kathryn Harrold   | Pamela Taylor      |
| Eddie Albert      | Henry Pollack      |
| Paola Borboni     | Zuster Theresa     |
| James Hong        | Kwan               |
| Beulah Quo        | Mei Ling           |
| Norman Steinberg  | Dr. Barmen         |
| Rod Colbin        | Ted Mullane        |
| Kathryn Fuller    | Faye Kennedy       |
| Joseph Mascolo    | Dominic Giordano   |
| Karen Kondazian   | Francesca Giordano |
| Leona Mitchell    | Zichzelf           |
| Kurt Adler        | Zichzelf           |
| Emerson Buckley   | Zichzelf           |
| Alexander Courage | Dirigent           |